# Hometown Glory
Hometown Glory – debiutancki singel brytyjskiej wokalistki Adele z jej pierwszego albumu studyjnego zatytułowanego 19. Utwór został wydany w Wielkiej Brytanii 22 października 2007 roku. W 2008 piosenka miała swoją reedycję jako czwarty singel. Adele napisała ten utwór w 10 minut po tym, kiedy jej matka próbowała przekonać ją do opuszczenia domu w Londynie i udanie się na studia.
W 2007 roku „Hometown Glory” został wydany przez Jamiego T w jego wytwórni Pacemaker Recordings jako limitowana edycja singla winylowego; dostępnych było tylko 500 kopii. Na początku utwór nie odniósł sukcesu. Jednak po wydaniu albumu 19 piosenka była pobierana bardzo dużo razy, w związku z tym pojawiła się po raz pierwszy w notowaniu UK Singles Chart. W 2010 roku utwór dostał nominację do nagrody Grammy w kategorii Best Female Pop Vocal Performance.

## Notowania
| Notowanie (2007–11)                      | Peak position |
| ---------------------------------------- | ------------- |
| Belgia (Flandria) (Ultratop 50 Singles)  | 3             |
| Belgia (Wallonia) (Ultratip 50 Singles)  | 14            |
| Netherlands (Dutch Top 40)               | 25            |
| UK Singles (The Official Charts Company) | 19            |

## Certyfikaty i sprzedaż
| Kraj                  | Certyfikat      | Sprzedaż |
| --------------------- | --------------- | -------- |
| Kanada (MC)           | platynowa płyta | 80 000+  |
| Wielka Brytania (BPI) | platynowa płyta | 739 000+ |